# Elias José Ribeiro Júnior
Elias José Ribeiro Júnior (Angra do Heroísmo, 9 de Janeiro de 1846 — Lisboa, 11 de janeiro de 1918) foi um oficial do Exército Português que se distinguiu como jornalista e político.

## Biografia
Filho de Elias José Ribeiro (Lisboa, 27 de Julho de 1823 — Angra do Heroísmo, 20 de agosto de 1903), major arquivista da 10.ª Divisão Militar, e de D. Maria Adelaide Lobão Ribeiro. Pertencia a uma conhecida família burguesa com pergaminhos militares. Tendo atingido o posto de general e residindo em Angra, na fase final da sua vida era conhecido na sociedade angrense por General Elias.
Assentou praça como voluntário no Regimento de Infantaria n.º 16, em 1865, tendo frequentado o curso preparatório da Escola Politécnica de Lisboa e depois o curso da arma de Infantaria da Escola do Exército. Foi sucessivamente promovido a alferes, em 1868; tenente, em 1873; capitão, em 1879; major, em 1889; tenente-coronel, em 1893; coronel, em 1896; general de brigada, em 1907; e general nesse mesmo ano. Passou à reserva em 1913 e à reforma em 1916.
Foi ajudante de campo do comandante da 5.ª Divisão (1857-1877) e depois fez boa parte da sua carreira militar em unidades estacionadas na cidade de Angra do Heroísmo, inicialmente como oficial do Batalhão de Caçadores n.º 10, aquartelado no Castelo de São João Baptista do Monte Brasil e depois no quartel-general do Comando Militar dos Açores, também com sede em Angra do Heroísmo.
Em 1895 foi nomeado comandante do Distrito de Recenseamento e Reserva n.º 34, sedeado na cidade de Angra do Heroísmo, cargo que lhe granjeou grande relevo social.
No posto de coronel, comandou o Batalhão de Caçadores n.º 10 (1896) e depois o Regimento de Infantaria n.º 25 (1899), unidade que sucedeu aquele Batalhão na guarnição da Fortaleza de São João Baptista. Ainda como coronel comandou a 3.ª Brigada de Infantaria, em Lisboa, e daí passou a governador interino do Castelo de São João Baptista do Monte Brasil (6 de setembro de 1906) e a governador efetivo com a promoção a general de brigada (7 de novembro de 1907) sendo exonerado a 30 de dezembro de 1909, passando a 7 de outubro de 1910 a exercer as funções de diretor-geral da Secretaria de Guerra. Comandou a 4.ª Divisão Militar e a 1.ª Divisão do Exército de 13 de julho de 1912 a 25 de janeiro de 1913, data da sua passagem a reserva.
Colaborou em vários jornais angrenses, deixando obra dispersa por múltiplos periódicos.
Foi condecorado com a medalha de prata de Medalha de Comportamento Exemplar (1880), cavaleiro da Ordem Militar de Cristo (1881), e cavaleiro (1885), oficial (18195) e comendador (1908) da [[Ordem de São Bento de Avis.